# Duncan McTier
Duncan McTier   (Worcestershire, 1954) és solista contrabaix anglès i professor. És membre de la seqüència de Fibonacci.
Nascut a Worcestershire, Anglaterra, Duncan McTier va estudiar una llicenciatura en matemàtiques a la Universitat de Bristol abans d'incorporar-se a la "BBC Symphony Orchestra" i a l'Orquestra de Cambra dels Països Baixos. McTier va guanyar el concurs internacional de contrabaix a l'Illa de Man el 1982 i des de llavors ha actuat sovint amb moltes orquestres, inclosa l'"Academy of St Martin in the Fields, Royal Scottish National Orchestra, Orchestra de Cambra anglesa, Scottish Chamber Orchestra, BBC Scottish Symphony Orquestra, Concertgebouw Chamber Orchestra, RTVE Symphony Orchestra" i "Orchester de Chambre de Lausanne".
Al novembre de 2014, McTier va rebre una condemna sense presó preventiva després de declarar culpable de dos assalts indecents i un intent d'assalt indecent, durant els anys vuitanta i noranta, a antics estudiants d'entre 17 i 23 anys.
Entre 1996 i 2014 McTier va ser professor de contrabaix a la "Royal Academy of Music" de Londres on entre d'altres alumnes tingué el italià-català James Luigi Testi Pibernat i, actualment és professor a la "Zürcher Hochschule der Künste" de Zuric i a l'Escola Superior de Música Reina Sofía de Madrid, Espanya. El 2019, McTier es va retirar de la "Universitat de les Arts de Zuric" a Zuric.